# Jelovo Brdo
Jelovo Brdo ist ein  Dorf in der Gemeinde Kalesija im Kanton Tuzla in Bosnien und Herzegowina. Es befindet sich direkt an der Entitätengrenze zwischen Föderation Bosnien und Herzegowina und Republika Srpska.

## Lage
Jelovo Brdo gehört zur Gemeinde Kalesija und besteht aus zirka 200 Häusern. Zum Dorf gehört auch noch die Ortslage Bajre.  

## Geschichte
Etwa im 18. Jahrhundert, während der Herrschaft des Osmanischen Reiches, wurde Jelovo Brdo, von Landwirten gegründet, die auf der Suche nach fruchtbarem Land waren. Man weiß heute, dass Jelovo Brdo, von der Familie Bećirović gegründet wurde. Im Laufe der Jahre siedelten sich immer mehr Menschen, im Dorf an. So entwickelte sich auch das in unmittelbarer Nähe gelegene Dorf Gojčin.

## Wirtschaft
In Jelovo Brdo gibt es drei Läden.

## Bildung
In Jelovo Brdo gibt es eine Grundschule, die bis zur 4. Klasse führt. Um ein Gymnasium zu besuchen, müssen die Schüler nach Kalesija fahren.

## Natur
Jelovo Brdo, ist von zwei Flüssen umgeben, der kleinen und der großen Spreča. In der waldreichen Umgebung leben zahlreiche Tiere, wie unter anderem der Braunbär und der Rotfuchs. Jährlich treffen sich viele regionale, aber auch ausländische Jäger aus Ländern wie Italien, Slowenien und Kroatien, zur Jagd.